# Jeziorko Imbirowe
Jeziorko Imbirowe (ang. Ginger Lake) - małe jezioro na Wyspie Króla Jerzego u wschodnich podnóży góry Brama między Lodowcem Baranowskiego a Lodowcem Tower na terenie Szczególnie Chronionego Obszaru Antarktyki "Zachodni brzeg Zatoki Admiralicji" (ASPA 128). Jest to młode jezioro, powstałe wskutek ustępowania lodowców w ciągu ostatnich kilkunastu - kilkudziesięciu lat. Nazwa pochodzi od imbirowego koloru wód.